# 제주사랑 감귤사랑
제주사랑 감귤사랑은 롯데칠성음료의 제품으로 대한민국에서 만든 과채주스다. 2000년대 초반부터 롯데 제주감귤을 출시한데 이어 2010년 롯데 탐라 제주감귤로 바꿨다가 2015년에 현재의 이름으로 바꿨다.

## 종류
종류는 500mL, 1.2L, 1.5L, 1.8L등이 다양해 지며 국산 제주감귤로 사용하고 있다.

## 자매품
자매품으로는 내몸사랑 사과사랑이 있다.

## 원재료명
- 제주 감귤
- 기타 과당
- 구연산
- 유화제
- 천연 향료 (감귤향 2종)
- 비타민C

## 같이 보기
- 롯데칠성음료
- 제주감귤